# Szermierka na Igrzyskach Ameryki Południowej 2018
Szermierka na Igrzyskach Ameryki Południowej 2018 odbywała się w dniach 27 maja – 1 czerwca 2018 roku w FEICOBOL w Cochabamba w dwunastu konkurencjach.

## Podsumowanie

### Klasyfikacja medalowa
| Klasyfikacja medalowa | Klasyfikacja medalowa | Klasyfikacja medalowa | Klasyfikacja medalowa | Klasyfikacja medalowa | Klasyfikacja medalowa |
| --------------------- | --------------------- | --------------------- | --------------------- | --------------------- | --------------------- |
| Miejsce               | Reprezentacja         | Złoto                 | Srebro                | Brąz                  | Razem                 |
| 1                     | Wenezuela             | 5                     | 2                     | 5                     | 12                    |
| 2                     | Argentyna             | 3                     | 4                     | 4                     | 11                    |
| 3                     | Brazylia              | 3                     | 2                     | 1                     | 6                     |
| 4                     | Kolumbia              | 1                     | 1                     | 6                     | 8                     |
| 5                     | Chile                 | 0                     | 2                     | 2                     | 4                     |
| 6                     | Panama                | 0                     | 1                     | 0                     | 1                     |

### Medaliści
| Konkurencja          | 1. miejsce                                                                          | 2. miejsce                                                                             | 3. miejsce                                                                 |           |
| Mężczyźni            | Mężczyźni                                                                           | Mężczyźni                                                                              | Mężczyźni                                                                  | Mężczyźni |
| -------------------- | ----------------------------------------------------------------------------------- | -------------------------------------------------------------------------------------- | -------------------------------------------------------------------------- | --------- |
| Szpada indywidualnie | Rubén Limardo                                                                       | Athos Schwantes                                                                        | Jhon Édison Rodríguez José Félix Domínguez                                 |           |
| Floret indywidualnie | Guilherme Toldo                                                                     | Antonio Leal                                                                           | Felipe Alvear Dimitri Clairet                                              |           |
| Szabla indywidualnie | Eliécer Romero                                                                      | Pascual Di Tella                                                                       | Stefano Lucchetti José Félix Quintero                                      |           |
| Szpada drużynowo     | Wenezuela · Francisco Limardo · Gabriel Lugo · Jesús Limardo · Rubén Limardo        | Argentyna · Agustín Gusmán · Alessandro Taccani · Jesús Lugones · José Félix Domínguez | Kolumbia · Gustavo Coqueco · Hernando Roa · Jhon Édison Rodríguez          |           |
| Floret drużynowo     | Brazylia · Guilherme Toldo · Heitor Shimbo · Henrique Marques                       | Chile · Felipe Alvear · Gustavo Alarcón · Rubén Silva                                  | Wenezuela · Antonio Leal · César Aguirre · Johan Mora · Víctor León        |           |
| Szabla drużynowo     | Argentyna · Martín Lora · Pascual Di Tella · Pietro Di Martino · Stefano Lucchetti  | Wenezuela · Abraham Rodríguez · Eliécer Romero · José Félix Quintero · Sergio Ramírez  | Kolumbia · Luis Correa · Pablo Tróchez · Sebastián Cuellar                 |           |
| Kobiety              |                                                                                     |                                                                                        |                                                                            |           |
| Szpada indywidualnie | Clara Di Tella                                                                      | Amanda Simeão                                                                          | María Martínez Eliana Lugo                                                 |           |
| Floret indywidualnie | Saskia van Erven García                                                             | Arantza Inostroza                                                                      | Ana Beatriz Bulcão Flavia Mormandi                                         |           |
| Szabla indywidualnie | María Belén Pérez Maurice                                                           | Eileen Grench                                                                          | Jessica Morales Shia Rodríguez                                             |           |
| Szpada drużynowo     | Wenezuela · Eliana Lugo · Lizze Asis · María Martínez · Patrizia Piovezan           | Argentyna · Clara Di Tella · Josefina Méndez · Stefania Urania                         | Chile · Analía Fernández · Ignacia Cifuentes · Macarena Hultazo            |           |
| Floret drużynowo     | Brazylia · Ana Beatriz Bulcão · Gabriela Cecchini · Mariana Pistoia                 | Kolumbia · Juliana Pineda · Laura Guerra · Saskia van Erven García                     | Argentyna · Agustina Macri · Flavia Mormandi · Lucía Ondarts · María Terni |           |
| Szabla drużynowo     | Wenezuela · Jornely Velásquez · Luismar Banezca · Milagros Pastrán · Shia Rodríguez | Argentyna · María Perroni · María Belén Pérez Maurice · María Macarena Morán           | Kolumbia · Jessica Morales · Linda Klimavicius · Linda González            |           |